# Hippothyris caledonica
Hippothyris caledonica är en mossdjursart som beskrevs av Gordon och Jean-Loup d'Hondt 1997. Hippothyris caledonica ingår i släktet Hippothyris och familjen Bitectiporidae. Inga underarter finns listade i Catalogue of Life.